# Daffy Duck
Patolino (Daffy Duck) é o deuteragonista das séries de TV animadas Looney Tunes e Merrie Melodies e o segundo personagem mais popular de ambas as séries, depois de Pernalonga e antes de Gaguinho, seus melhores amigos.
Em 1937, foi introduzido em um filme chamado "Gaguinho e a caça ao pato". O personagem fez diversas aparições junto a Gaguinho em seguida — as primeiras como rival, mas a maioria como o contraponto maluco do porco.
Patolino começou a aparecer com mais frequência, quase sempre como adversário do Pernalonga — principalmente para evitar as balas de Hortelino — inconformado como tudo dava certo para o coelho, porém não para o pato. Após levar a pior diante de Pernalonga, comentava com o bordão: "Você é desprezível!".
Embora nos filmes de animação os personagens lhe desprezarem, Patolino é muito popular, sendo o terceiro mais frequente dos curtas da Warner Bros. com 133 aparições (depois de 159 de Gaguinho e 166 de Pernalonga).
No curta Duck Dodgers do Século 24 1\2 (paródia de Buck Rogers), Patolino interpreta o herói espacial Duck Dodgers, que, ao lado do companheiro Gaguinho, disputa um planeta com Marvin, o Marciano. Mais tarde, Dodgers estrelou sua própria série animada. Atualmente, Patolino é visto na série O Show dos Looney Tunes, onde ele mora de favor na casa do Pernalonga.
Patolino ficou no 1° lugar na lista dos 50 melhores personagens animados de todos os tempos da revista TV Guide.